# Phenjani időzóna
A phenjani időzóna (hangul: 평양시간, handzsa: 平壤時間, RR: Pyongyang sigan) alatt azt az időzónát értjük, amely a egyezményes koordinált világidőhöz (UTC) képest 8 óra 30 perccel előrébb halad (UTC+08:30), és amelynek észak-koreai bevezetéséről a Koreai Munkapárt legfelsőbb bizottsága 2015. augusztus 5-én döntött, és 2015. augusztus 15-én lépett érvénybe. Ezen a napon minden észak-koreai háztartásban visszaállították az órát 30 perccel. 1908. április 1-jétől 1911. december 31-ig is ennek megfelelő időt használtak az akkor még egységes Koreában, amelyet a japán megszállók 1912-ben állítottak át az egyszerűség kedvéért a tokiói (UTC+09:00) időre. 
A Kim Dzsongun (Kim Jong-un) vezette kabinet augusztus közepén visszatért a megszállás előtti időzóna használatához Japán 1945. augusztus 15-i kapitulációjának 70. évfordulóján.
2018. április 30-án Észak-Korea bejelentette, hogy a koreai egység jegyében visszatér a koreai időzónához, így május 5-én megszűnik a phenjani időzóna.

## Fogadtatása
Csong Dzsunhi (Jeong Joon-hee), a szöuli Egyesítési Minisztérium szóvivője aggodalmait fejezte ki. Szerinte a rendelet „rövidtávon kisebb problémákat okoz, különösen a keszongi (kaesong-i) ipari park esetében, hiszen az északi területen való tartózkodáskor fél órával előrébb kell majd gondolkodniuk a délieknek. Hosszútávon pedig megnehezíti a két ország egyesítését, a két ország egymáshoz való alkalmazkodását, Észak és Dél homogenitásának helyreállítását.”

## Érdekességek
A hidegháború idején 7 éven keresztül Dél-Korea is ugyanilyen időzónát használt, és szintén a japán imperializmussal való szakítás céljából vezették be 1954-ben. Ezt Pak Csong Hi (Park Chung Hee) 1961-es hatalomra kerülése után törölte el, elsősorban azért, hogy a legközelebbi szövetséges országgal, Japánnal azonos időzónát használjon az ország, és ezáltal könnyebb legyen a két ország közti ügyleteket megtervezni.